# IC 1170
IC 1170 је елиптична галаксија у сазвјежђу Херкул која се налази на листи објеката дубоког неба у Индекс каталогу.
Деклинација објекта је + 17° 43' 17" а ректасцензија 16h 4m 31,6s. Привидна величина (магнитуда) објекта IC 1170 износи 14,9 а фотографска магнитуда 15,9. IC 1170 је још познат и под ознакама CGCG 108-101, DRCG 34-66, PGC 56955.